# Палимбия тургайская
Пали́мбия турга́йская (лат. Palīmbia turgāica) — многолетнее травянистое растение; вид рода Палимбия (Palimbia) семейства Зонтичные (Apiaceae).

## Ботаническое описание
Гемикриптофит. Многолетник 35—40 см высотой. Корневая система стержневая.
Стебель тонкий, голый, вверху ветвистый, ветви направлены под острым углом. Листья только прикорневые, черешковые, с короткими щетиноподобно заострёнными долями, рано увядают.
Цветки белые, в сложных зонтиках с 7—20 лучами, почти одинаковых по длине. Цветёт в июне - июле, плодоносит в августе - октябре. Размножается семенами.

## Распространение и местообитание
Причерноморско-прикаспийский вид. На Украине — бассейн Северского Донца, регионы — Харьковская и Донецкая области.

## Охранный статус

### В России
В России вид входит в Красную книгу Самарской области.

### На Украине
Входит в Красную книгу Украины, охраняется решением Донецкого областного совета.